# Сохос, Антониос
Анто́ниос Со́хос  (греч. Αντώνιος Σώχος; 1888, остров Тинос — 1975, Афины) — греческий скульптор XX века. Представитель, так называемого, поколения 30-х в греческой скульптуре.

## Биография

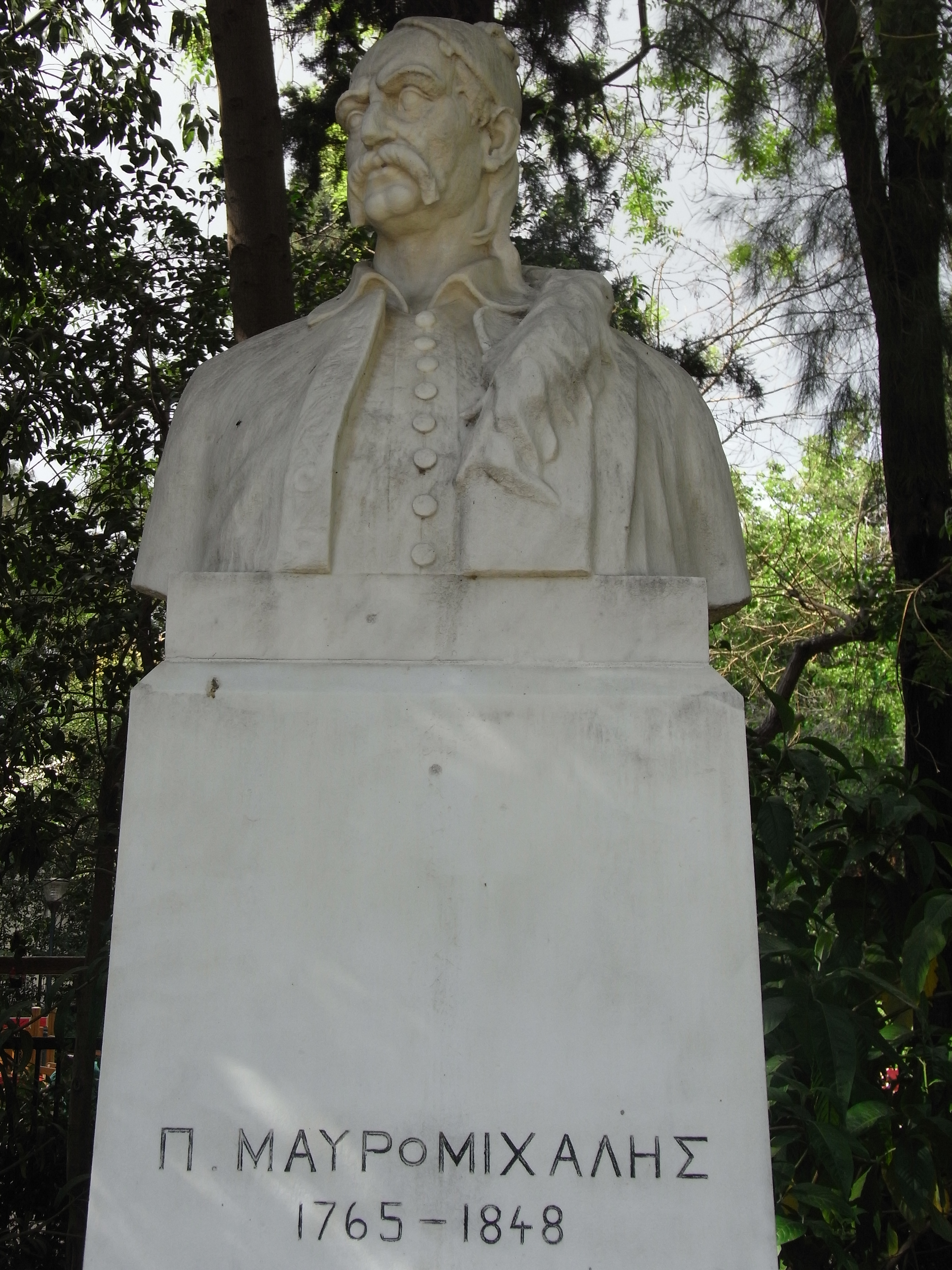
Памятник Петросу Мавромихалису на Марсовом поле в Афинах.

Антониос Сохос родился в 1888 году в селении Истерния на острове Тинос. Тинос дал Греции несколько десятков известных скульпторов и занимает особое место в истории современной греческой скульптуры.
В семье Антониоса также были резчики по мрамору и скульпторы. Его дядей был известный греческий скульптор Сохос, Лазарос.
Антониос вырос в городе Патры, где его отец открыл мастерскую резьбы по мрамору.
Первые уроки скульптуры получил у своего отца, а затем у своего дяди Лазароса Сохоса.
Поступил в Афинскую школу изящных искусств, где учился у Георгия Врутоса.
Приняв участие в конкурсе фонда мецената Аверофф и получив в качестве приза стипендию фонда, в 1919 году отправился в Мюнхен, продолжить учёбу в Мюнхенской академии, а затем в Париже у Бурделя. В своих работах Сохос использовал современные ему тенденции западно-европейской скульптуры, но, одновременно, в его работах очевидна любовь к древнему греческому искусству, но и народной традиции. В его ранних работах из известняка и бронзы есть прямые ссылки на древние греческие фигуры. Много позже, когда Сохос совершит поворот к деревянной скульптуре, проявится его связь с западно-европейскими примитивистскими представлениями, а также влияние его земляка Яннулиса Халепаса.
Сохос вернулся в Афины в 1922 году.
В 1925 году Сохос выполнил, по заказу семьи Папавасилиу, надгробный памятник. Памятник получил приз на «Парижском салоне», после чего был установлен на кладбище города Агринион.
В 1926 году он был назначен преподавателем на архитектурный факультет Афинского университета и оставался на этом посту до 1959 года.
.

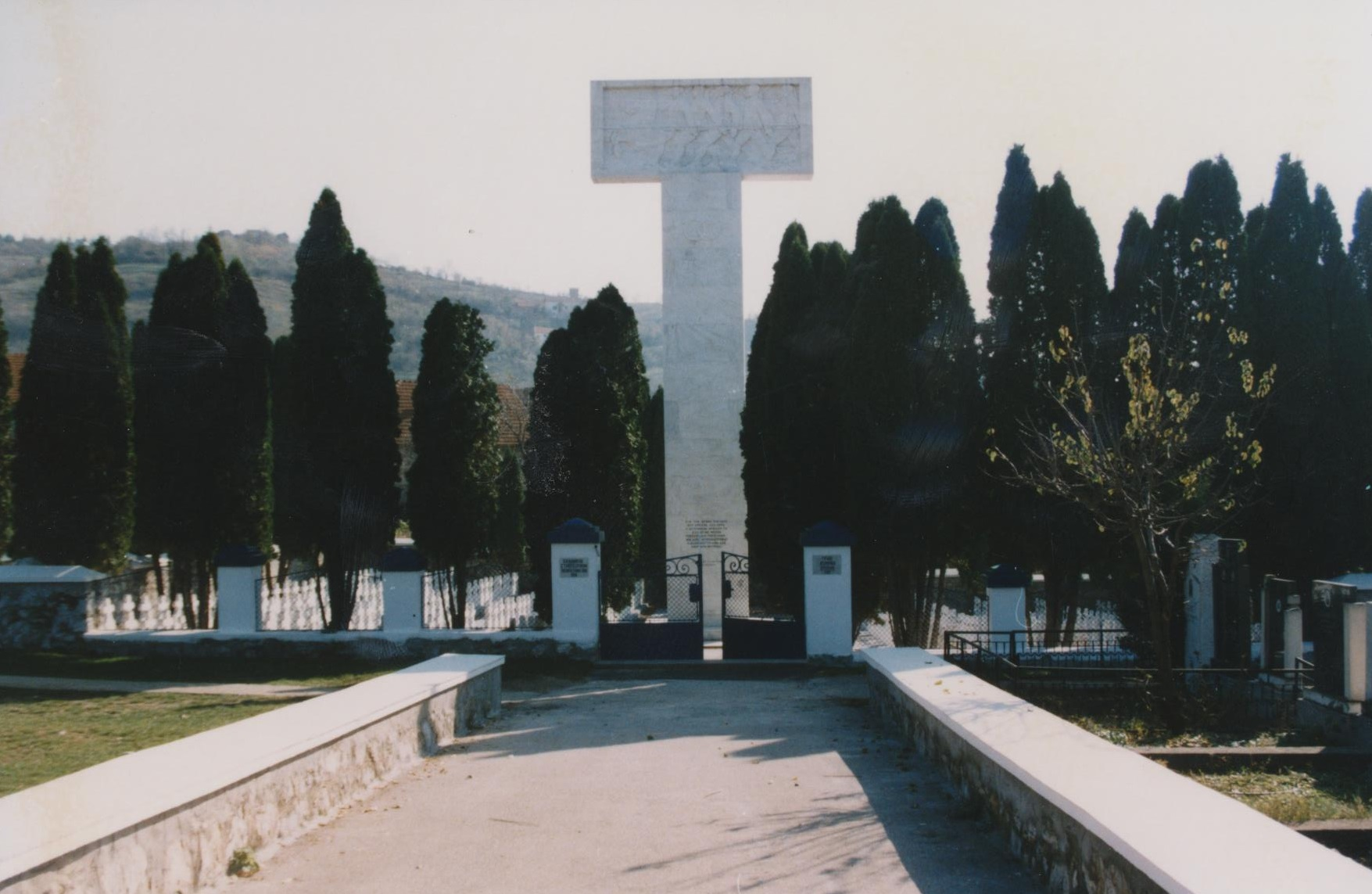
Греческое военное кладбище и памятник павшим греческим солдатам в Пироте

В 1932 году на греческом военном кладбище сербского города Пирот, где захоронены погибшие здесь в Первую мировую войну греческие солдаты, был установлен памятник работы Сохоса высотой 12 метров.
Сохос принял участие в многочисленных выставках группы «Искусство и Уровень», членом которой он был. Он также принимал участие в «Панэллинских» выставках, парижских «Салонах», а также в Биенале Венеции 1934 и 1958 годов и бразильского Сан-Паулу 1955 года.
В 1965 году был избран постоянным членом Афинской академии наук. Многочисленные работы Сохоса находятся в музеях и под открытым небом в Греции, в Египте, на Кипре, в Сербии, в Болгарии и других страх.
Характерными образцами его работ являются: статуя епископа Германа в городе Патры, статуя Капсалиса в городе Месолонгион и др.
Сохос также является автором книги «Народное искусство на Тиносе».
В последние годы своей жизни Сохос (после 1949 года) обратился к резьбе по дереву (деревянной скульптуре).
В 1964 Сохос подарил часть своих работ муниципалитету города Патры.
Скульптор умер в 1975 году.

## Историки искусства о Антониосе Сохосе
Сохос рано отошёл от классицизма и сформировал свой личный пластический язык, беря в качестве отправной точки греческую скульптуру архаического периода и строгого стиля, народную деревянную скульптуру, а также новаторские течения, с которыми он познакомился во время своего пребывания в Париже. Имея всегда в центре своего интереса человеческую фигуру, он исполнил композиции, вдохновленные греческой мифологией, но и легендами и преданиями греческого народа, используя сначала камень, а затем дерево и пользуясь возможностями, которые предоставлял сам материал. Его композиции отличаются тенденцией к абстрагированию, равновесию, симметрии, и отражают его личное восприятие всевозможных влияний, которым он подвергся.
Искусствовед Х. Стиакакис в своей работе «Греческая скульптура 20-го века» пишет, что архаическая пластика и первобытное искусство предложили некоторые прототипы для скульптуры Сохоса. Сохос. как большинство скульпторов того времени, был занят той же тематикой: бюсты, статуи, памятники, с той лишь только разницей, что он экспериментировал с новыми материалами, такими как дерево, обновляя формалистские принципы и установившуюся типологию. Его новые работы были охарактеризованы как «тотемистские» и «первобытной (примитивной) концепции». Грубая обработка дерева и преднамеренная наивность, связывают их с народной традицией и, в силу этого, Сохос может быть идентифицирован, с так называемым, поколением 30-х. Он сознательно игнорировал реализм и совершил поворот к абстракции, вдохновлённый народными легендами и верованиями.

## Музей Антониоса Сохоса
Антониос Сохос завещал все свои находившиеся на Тиносе работы храму Богородицы.
Храм Богородицы организовал музей скульптора в восточном крыле здания. Экспозиция музея состоит в основном из деревянных и гипсовых скульптур, но достаточно много и скульптур из глины и мрамора. Среди работ скульптора числятся: «Разбитые узы», «Король Павел», «Бюст жены», «Пантократор», «Свобода Кипра», «Афинянка», «Купальщица», «Орфей», «Поп нашей деревни», «Фереос, Ригас» и др. Бюст скульптора установлен в парке перед храмом.